# تاكافومي أكاشي
تاكافومي أكاشي (باليابانية: 赤星 貴文) مواليد 27 مايو 1986 في اليابان، هو لاعب كرة قدم ياباني. يلعب كلاعب وسط.

## المسيرة الاحترافية

### أندية لعب لها
- أوراوا رد دايموندز
- نادي أوفا

## روابط خارجية
- تاكافومي أكاشي على موقع رابطة كرة القدم اليابانية للمحترفين (اليابانية)
- تاكافومي أكاشي على موقع قاعدة بيانات كرة القدم.إي يو (الإنجليزية)
- تاكافومي أكاشي على موقع Soccerway.com (الإنجليزية)
- تاكافومي أكاشي على موقع عالم كرة القدم.نت (الإنجليزية)